# إيفيلين هوفر
إيفيلين هوفر (بالإنجليزية: Evelyn Hofer)‏ هي مصورة أمريكية، ولدت في 21 يناير 1922، وتوفيت في 2 نوفمبر 2009.